# 石徹白の大杉

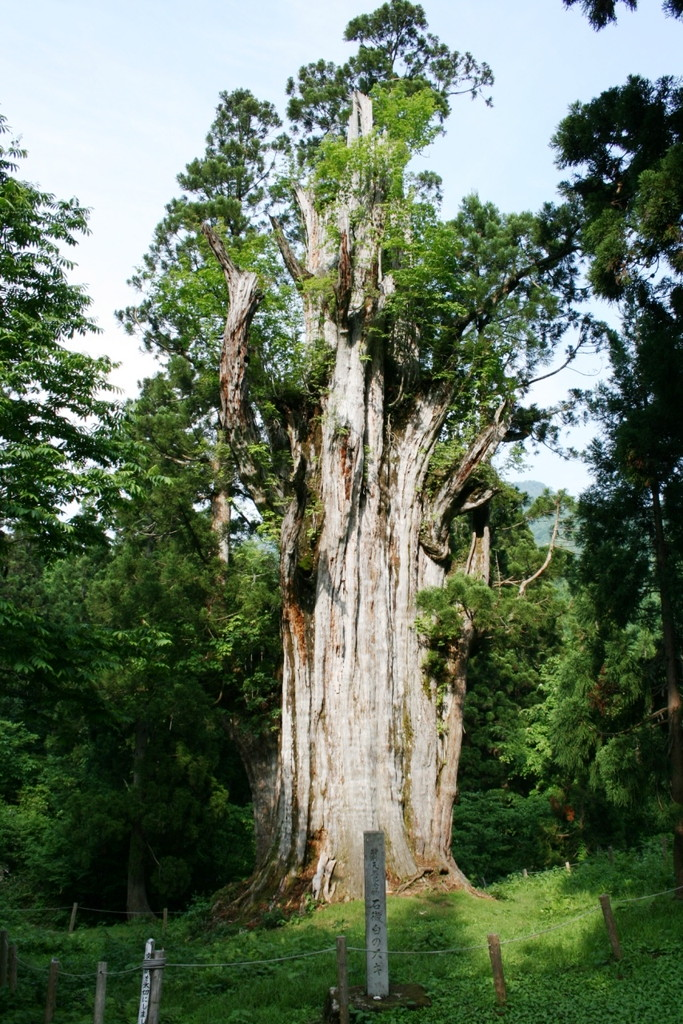
石徹白の大杉（2008年6月）

石徹白の大杉（いとしろのおおすぎ）は、岐阜県郡上市にある巨大なスギの古木である。国の特別天然記念物に指定され、白山国立公園内にある。

## 概要
白山信仰の修験道（美濃禅定道）沿いにあり、道標の役割も果たしている。泰澄上人が白山を開山した際、使用していた杖がこの大杉になったという伝承がある。樹高24 m、幹囲目通り14 m、樹齢は1,800余年と推定される。現在、幹の半分は枯れてしまっているが、残りの半分は健在である。縄文杉が発見されるまでは、日本有数のスギの大木であった。1924年（大正13年）12月9日、国の天然記念物に指定される（名称は「石徹白のスギ」）。1957年（昭和32年）7月2日、国の特別天然記念物に指定される。

## 交通アクセス
- 郡上市自主運行バス（白鳥地域）、長良川鉄道越美南線 美濃白鳥駅から終点「上在所」停留所下車。ここから白山登山道で徒歩で約2時間。
  - 登山道なので、ある程度の装備は必要。
  - かつては国鉄バス大野線（美濃白鳥駅 - 九頭竜湖駅：越美南線の未成部分）が運行され、上在所バス停が最寄りであったが、廃止されている。
  - 白山中居神社先の白山美濃禅定道（南縦走路）の登山口には、駐車場と、休憩用の東屋、トイレなどが整備されている。駐車場から大杉までは、距離で約300 m、標高差で約90 m、その急坂には、石とコンクリートによる420段[3]の階段が設けられている。
- 最寄りのインターチェンジは、東海北陸道の高鷲インターであるが、南からだと白鳥インターが便利な場合もある。

## その他
この石徹白の大杉がある石徹白地区は、かつては福井県大野郡石徹白村であり、1958年（昭和33年）10月15日に岐阜県郡上郡白鳥町（現在の郡上市）に編入された。尚、一部は福井県大野郡和泉村（現在の大野市）に編入している。
すぐ北側には、熊清水とよばれる湧水がある。
周辺はブナ林である。

## 関連画像

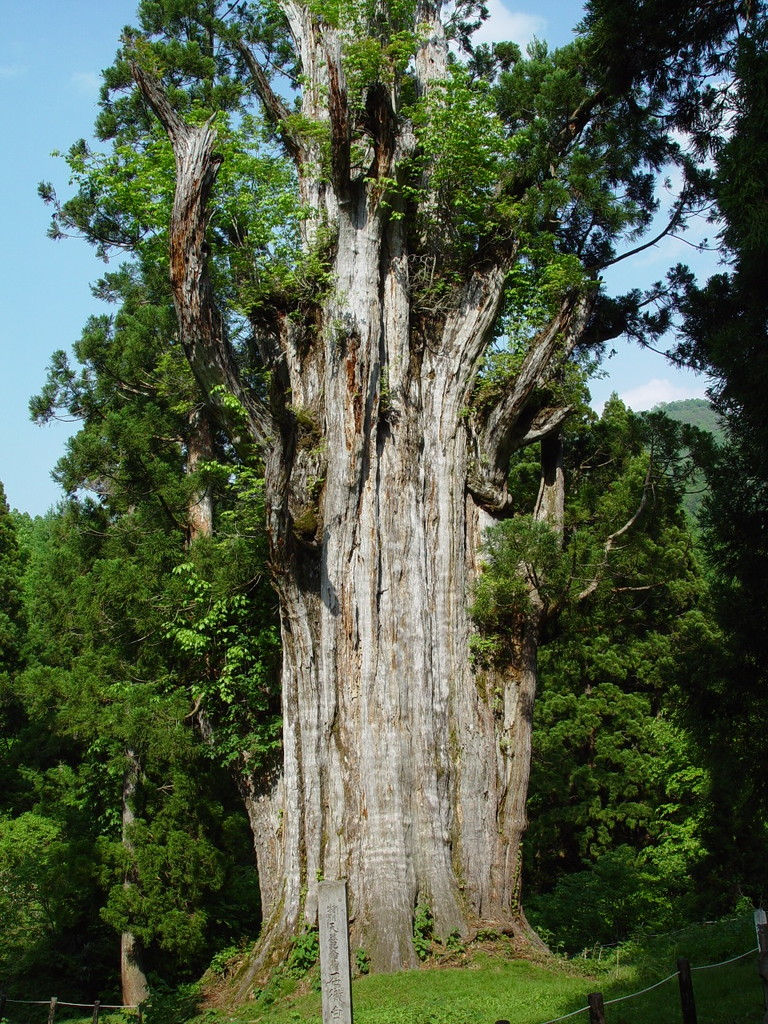
石徹白の大杉・南側から（2002年6月）
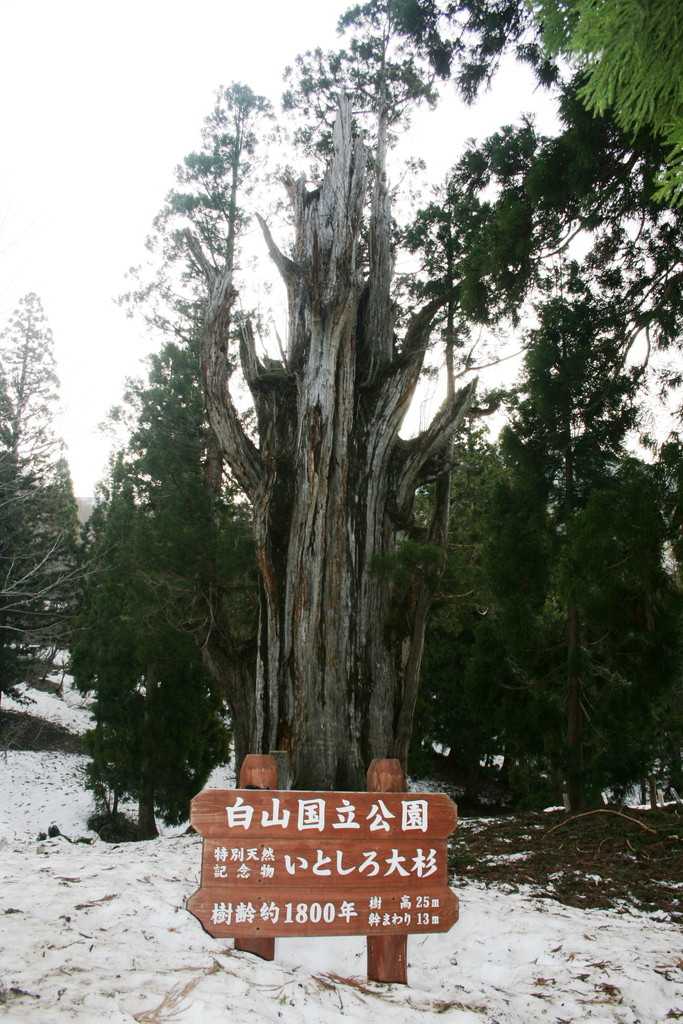
石徹白の大杉・南側から（2010年5月）
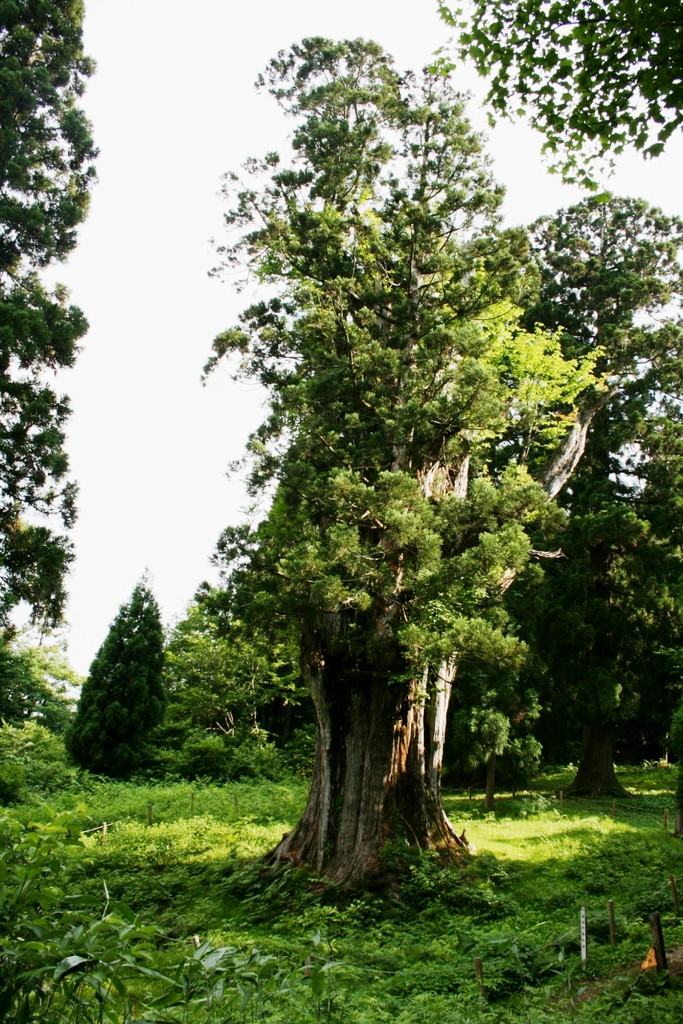
石徹白の大杉・北側から（2009年6月）
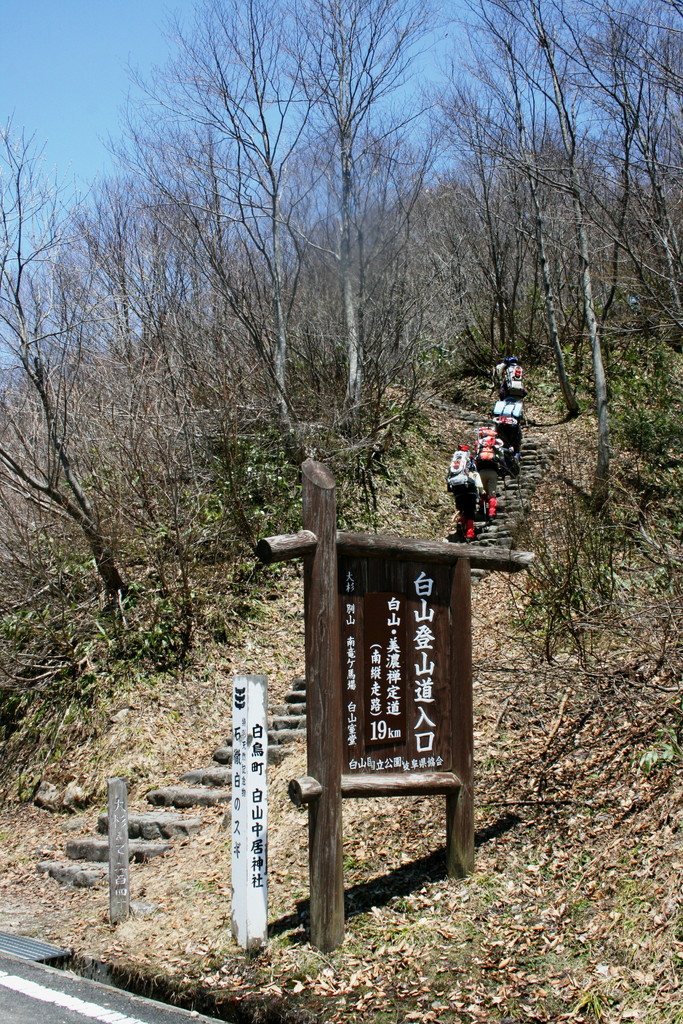
石徹白の大杉入口（2010年5月）